# فراورده خونی

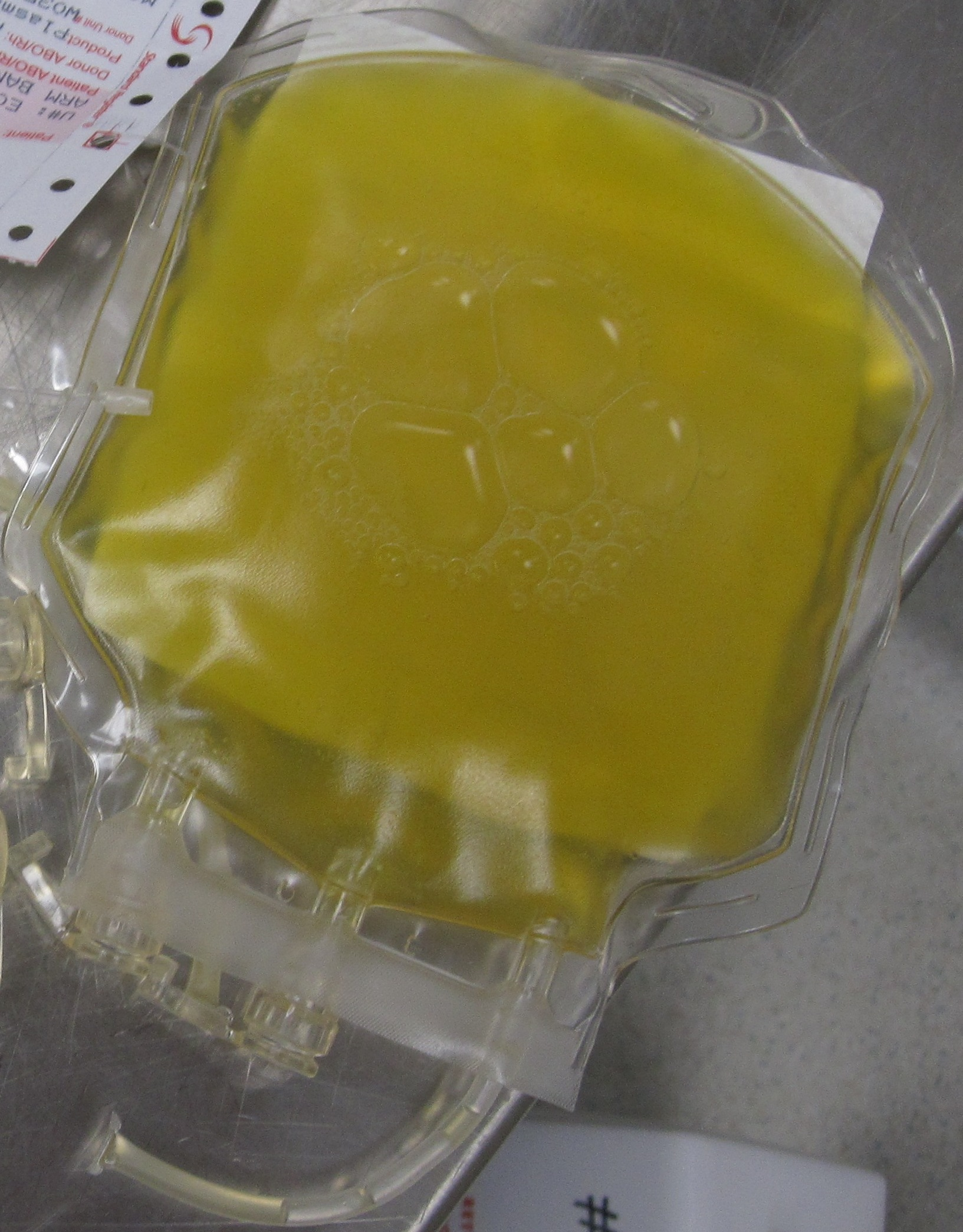
کیسه‌ای حاوی یک واحد پلاسمای منجمد

فراوردهٔ خونی (به انگلیسی: Blood product) به هر گونه عنصر خونی گفته می‌شود که در انتقال خون توسط افراد اهدا می‌شود. فراوردهٔ خونی می‌تواند گلبول قرمز، پلاسما یا پلاکت باشد.
البته فراوردهٔ خونی از سرم (که عنصری مصنوعی است و به عنوان جایگزین خون استفاده می‌شود) متفاوت بوده و به عنوان معادل یکدیگر استفاده نمی‌شوند.